# Żelazowa Wola
Żelazowa Wola falu Sochaczew községben, Sochaczew megyében, a Mazóviai vajdaságban, kelet-közép Lengyelországban. Az Utrata folyó mentén fekszik, Sochaczewtől mintegy 8 km-re északkeletre, és Varsótól 46 km-re nyugatra. Népessége 65 fő. A falu a lengyel zongorista és zeneszerző, Frédéric Chopin szülőhelye. A festői szépségű Mazóvia tájáról ismert, beleértve a fűzfák és a hegyek által körülvett számos kanyargós patakot. 1909-ben a Chopin-centenárium alkalmából az orosz zeneszerző, Szergej Ljapunov szimfonikus költeményt szerzett Żelazowa Wola (oroszul:  Желязова-Воля), (Op. 37) címmel „Chopin emlékére” ajánlással.

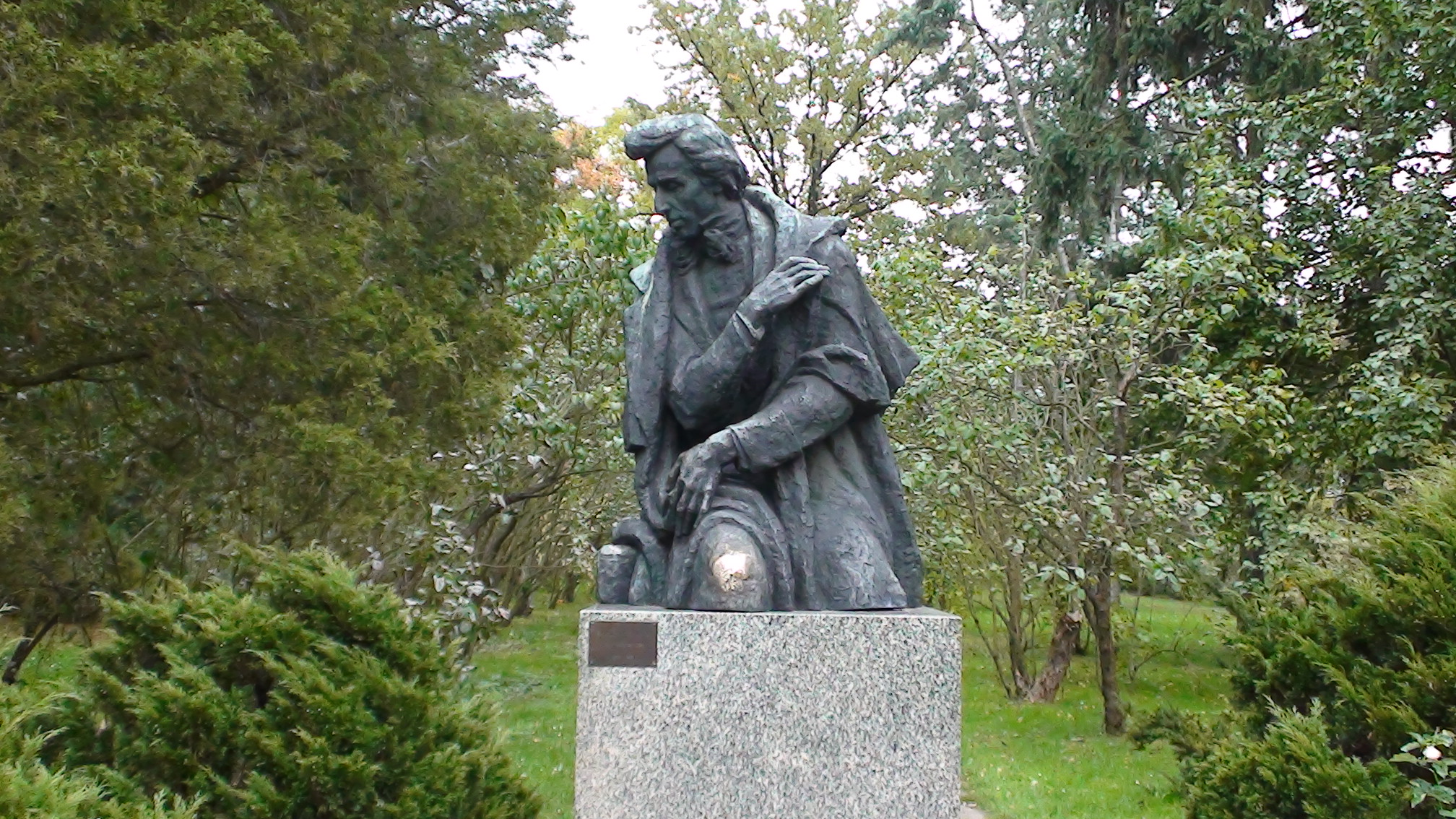
Frédéric Chopin emlékműve Żelazowa Wolában, Józef Gosławski szobra

Chopinék otthona parkjának egyik melléképületében található a zeneszerzőnek szentelt múzeum, egykori születési helye. Nyáron a világ minden tájáról származó zongoristák adnak a családi házban hangversenyt.

## Fordítás
- Ez a szócikk részben vagy egészben  a(z)   Żelazowa Wola című angol Wikipédia-szócikk fordításán alapul.  Az eredeti cikk szerkesztőit annak laptörténete sorolja fel. Ez a jelzés csupán a megfogalmazás eredetét és a szerzői jogokat jelzi, nem szolgál a cikkben szereplő információk forrásmegjelöléseként.